# Chris Smith (ur. 1999)
Sean Christian „Chris” Smith (ur. 24 grudnia 1999 w Chicago) – amerykański koszykarz, występujący na pozycjach rzucającego obrońcy lub niskiego skrzydłowego.
W 2016 zajął szóste miejsce w turnieju Adidas Nations.
3 kwietnia 2022 został zwolniony przez Detroit Pistons bez rozegrania ani jednego spotkania.

## Osiągnięcia
Stan na 6 kwietnia 2022, na podstawie, o ile nie zaznaczono inaczej.
NCAA
- Uczestnik rozgrywek:
  - NCAA Final Four (2021)
  - turnieju NCAA (2018, 2021)
- Laureat nagrody - największy postęp konferencji Pac-12 (2020)
- Zaliczony do I składu Pac-12 (2020)